# Concana mundissima
Concana mundissima là một loài bướm đêm trong họ Erebidae.